# 태풍 루사
태풍 루사(태풍 번호 0215, JTWC 지정 번호 21W, 국제명 RUSA)는 북서태평양에서 발생한 15번째 태풍으로서, 2002년 8월 31일 한반도에 상륙하여 사망·실종 246명의 인명 피해와 5조 원이 넘는 재산 피해를 냈다. 강도 “강”의 세력으로 한반도에 상륙한 몇 안되는 태풍 중의 하나이며, 큰 비를 수반한 대표적인 태풍으로 꼽힌다. 대한민국의 일강수량 부문 역대 1위인 강릉의 870.5 mm는 이 태풍에 의해 기록된 것이다. “루사”라는 이름은 말레이시아에서 제출한 것으로 사슴을 뜻한다.

## 태풍의 진행
2002년 8월 23일 괌 섬 동북동쪽 약 1800 km 부근 해상에서 발생한 태풍 루사는 서~서북서 방향으로 나아가면서 발달을 시작했다. 발생 초기, 강풍 반경 약 200 km 규모의 소형에 불과했던 태풍은 다음 날인 24일, 중심기압 985 hPa / 최대풍속 25 m/s (50 kt)의 강도 “중”, 크기 “중형”의 태풍으로 성장했고, 26일 오후 9시에 이르러서는 중심기압 950 hPa / 최대풍속 40 m/s (80 kt)의 “대형의 강한 태풍”이 되었다. 참고로, JTWC의 해석에 의하면 26일 오후 9시 태풍 루사의 풍속은 1분 평균으로 115 kt (60 m/s) 가 되고 있어, “카테고리 4급”이 된다.
그 후 서북서진을 계속하던 태풍은 중심기압 950 hPa / 최대풍속 40 m/s의 세력을 유지한 채로 8월 29일 오전 9시에 일본 가고시마 남남동쪽 약 450 km 부근 해상까지 진출한 뒤, 서서히 진로를 북쪽으로 틀어 한반도를 향하게 되는데, 당초의 예상에서 태풍은 서북서진을 계속하여 중국 쪽을 향하는 것으로 예측되고 있었으나, 태풍이 일본 규슈 남쪽 해상에 도달한 무렵, 일본쪽에 자리잡고 있던 북태평양고기압이 동쪽으로 수축하면서 서진하던 태풍의 북상을 유도했기 때문에, 태풍은 더 이상 서진을 하지 않고 북쪽으로 진행 방향을 선회했다. 대개, 이와 같이 북진을 시작한 태풍은 점차 동쪽으로 전향하는 것이 보통이지만, 태풍 루사의 경우는 북상하던 8월 29일 ~ 30일 당시의 편서풍이 이례적으로 약했던 탓으로 좀처럼 전향을 하지 못해, 그 결과 느린 속도로 한반도를 향해 진북으로 진행하게 되면서 한반도에 있어서는 최악의 진로가 되었다.
그리하여 태풍 루사는 8월 31일 오전 3시에 제주도 남동쪽 먼 바다를 거쳐 계속 북쪽으로 나아가, 오후 3시 30분경에는 중심기압 960 hPa / 최대풍속 35 m/s (70 kt)의 강도 “강”, 크기 “대형”에 해당하는 세력으로 고흥 반도에 상륙했다. 이후에는, 육지와의 마찰에 의해 다소 빠르게 쇠약하여 8월 31일 오후 9시에 중심기압 975 hPa / 최대풍속 25 m/s의 강도 “중”으로 격하, 이어서 9월 1일 오전 9시에는 강원도 속초 부근에서 최대풍속이 17 m/s 미만으로 떨어져 열대저압부로 약화되었다.

### 중심기압 및 최대풍속의 경과
| 날짜 및 시간      | 중심기압 | 최대풍속 | 비고                                                                |
| ----------------- | -------- | -------- | ------------------------------------------------------------------- |
| 8월 23일 오전 9시 | 1000 hPa | 18 m/s   | 태풍 발생.                                                          |
| 8월 24일 오전 9시 | 985 hPa  | 25 m/s   |                                                                     |
| 8월 25일 오전 9시 | 980 hPa  | 30 m/s   |                                                                     |
| 8월 26일 오전 9시 | 960 hPa  | 40 m/s   |                                                                     |
| 8월 26일 오후 9시 | 950 hPa  | 40 m/s   | JTWC 해석으로 최대풍속 60 m/s (115 kt).                             |
| 8월 27일 오전 9시 | 955 hPa  | 40 m/s   |                                                                     |
| 8월 28일 오전 9시 | 955 hPa  | 40 m/s   |                                                                     |
| 8월 29일 오전 9시 | 950 hPa  | 40 m/s   |                                                                     |
| 8월 29일 오후 9시 | 950 hPa  | 40 m/s   | 일본 가고시마 현 아마미오 섬 통과. 나제에서 최저해면기압 952.4 hPa. |
| 8월 30일 오전 9시 | 950 hPa  | 40 m/s   |                                                                     |
| 8월 30일 오후 9시 | 950 hPa  | 40 m/s   |                                                                     |
| 8월 31일 자정     | 950 hPa  | 40 m/s   |                                                                     |
| 8월 31일 오전 3시 | 955 hPa  | 35 m/s   |                                                                     |
| 8월 31일 오전 6시 | 955 hPa  | 35 m/s   |                                                                     |
| 8월 31일 오전 9시 | 960 hPa  | 35 m/s   | 오전 10시 21분경, 제주도 고산에서 최대순간풍속 56.7 m/s.            |
| 8월 31일 정오     | 960 hPa  | 35 m/s   | 오전 11시경 제주도 최접근, 성산포에서 최저해면기압 962.6 hPa.       |
| 8월 31일 오후 3시 | 960 hPa  | 35 m/s   | 오후 3시 30분경 고흥 반도 상륙, 고흥에서 최저해면기압 966.7 hPa.    |
| 8월 31일 오후 6시 | 965 hPa  | 35 m/s   |                                                                     |
| 8월 31일 오후 9시 | 975 hPa  | 25 m/s   |                                                                     |
| 9월 1일 오전 3시  | 985 hPa  | 20 m/s   |                                                                     |
| 9월 1일 오전 9시  | 992 hPa  | -        | 강원도 속초 부근에서 열대저압부(TD)로 약화.                         |

## 특징 및 영향

8월 29일 오전 11시,</br>태풍 루사의 모습.</br>중심기압 950 hPa.

대한민국 정부수립 이래 최악이라 할 만한 피해를 낸 태풍이다. 최대 세력은 중심기압 950 hPa / 최대풍속 40 m/s 으로, 한반도에 상륙한 최강의 태풍으로 꼽히는 2003년의 제14호 태풍 매미 (최성기 시, 중심기압 910 hPa / 최대풍속 55 m/s) 나 1987년의 제5호 태풍 셀마 (최성기 시, 중심기압 911 hPa / 최대풍속 50 m/s)의 수준에는 다소 미치지 못하였다. 그러나 당시 평년보다 높았던 해수 온도 등이 태풍의 쇠약을 저지하면서, 거의 약해지지 않고 대단히 오랜 기간 동안 중심기압 950 hPa 대의 세력을 유지했기 때문에, 한반도에는 이들 태풍에 거의 필적하는 힘으로 상륙하게 되었다. 강도 “강”으로의 상륙은, 1995년의 제3호 태풍 페이 이래 7년 만이기도 하다.

### 한반도에 미친 영향
태풍 루사는 당시 한반도 주변의 기상 상황 (이례적으로 약했던 편서풍 등) 에 의해 전향 시점이 늦어졌고, 이는 태풍의 이동속도를 늦추는 효과를 가져와 한반도 접근 시 태풍의 이동속도는 평균에 크게 못 미치는 10~20 km/h 에 불과했다. 태풍이 전향을 시작한 것은 상륙 후 꽤 오랜 시간이 지난 8월 31일 자정 즈음, 태풍의 중심이 충청도 가까이에 위치했던 무렵으로, 이후 태풍의 이동속도는 약간 빨라졌으나 이미 때는 너무 늦어, 태풍이 한반도에 상륙한 지 10시간 가량이 지난 뒤였다. 이 때문에, 태풍이 9월 1일 오전 9시경 강원도 속초 부근에서 열대저압부로 약화될 때까지 한반도 내륙에 머무른 시간은 도합 약 18시간이나 되어, 전국 대부분의 지방, 그중에서도 특히 영동 지방에서 강풍 및 폭우가 장시간 지속되는 결과로 이어졌다. 중심기압 960 hPa의 대단히 강한 세력으로 상륙한 태풍이 한반도 내륙을 느리게 진행하다 소멸, 그 에너지가 모두 한반도에 집중된 셈이다. 비슷한 세력으로 상륙했던 다른 태풍에 비해 이 태풍으로 인한 피해가 유달리 컸던 것은 바로 이러한 점이 원인으로 작용하였다고 볼 수 있다.

### 강풍
넓은 지역에 강풍을 동반했던 것이 이 태풍의 특징이다. 태풍은 한반도 상륙 시, 동쪽으로 반경 500 km, 서쪽으로 반경 400 km의 상당히 넓은 강풍역과 함께 동쪽 반경 200 km, 서쪽 반경 150 km 만큼의 폭풍역도 있어, 남부 지방 전체가 태풍의 폭풍역에, 그리고 한반도 전체가 태풍의 강풍역에 속해, 폭풍역에 해당했던 남부 지방에서는 고산 56.7 m/s, 흑산도 50.2 m/s, 여수 39.7 m/s 등의 기록적인 최대순간풍속을 관측했다. 태풍의 강풍역에 들어갔던 중부 지방은 남부 지방에 비할 바는 아니었으나, 수원에서 최대순간풍속 27.3 m/s 을 기록한 것을 포함해 서울, 인천 등의 지역에서도 20 m/s 가 넘어, 꽤 강한 바람이 불었다. 특히 남부 지방의 경우는, 태풍의 넓은 강풍역으로 인해 태풍의 중심권이 통과한 뒤에도 최대순간풍속 30 m/s 이상의 바람이 계속되어, 바람에 의한 피해가 컸다.
한편, 이 태풍의 강풍역은 다소 특이하여, 중심 부근에 가까울수록 바람이 강해지는 보통의 다른 태풍들과 달리 이 태풍은 중심 부근의 바람은 비교적 약하고 중심에서 약 150~200 km 떨어진 지역의 바람이 가장 강한, 이른바 “냄비 바닥”형의 독특한 구조를 이루고 있었다. 이에, 태풍이 일본 규슈 남쪽 해상을 지날 무렵, 태풍의 중심에 가까웠던 가고시마현 나제시에서는 최저해면기압 952.4 hPa의 대단히 낮은 값을 관측했음에도 불구하고 최대순간풍속은 30 m/s 대에 그친 반면, 오히려 중심에서 수백km 나 떨어져 있었던 규슈 서남부 지역에서 40~50 m/s 에 달하는 강풍이 되었다. 한반도 역시 마찬가지로 비슷한 경향이 나타나, 태풍의 중심에 가장 근접했던 곳은 태풍의 경로상에 놓여있던 제주도 동부와 고흥 반도였지만, 풍속의 극값은 상대적으로 멀리 떨어진 흑산도와 제주도 서부의 고산에서 나왔다.
하나 더 덧붙이자면, 이 태풍의 이동속도는 비교적 느려 위험 반원과 가항 반원의 풍속 차이가 거의 없었다. 그러므로 최대순간풍속 및 최대풍속 기록의 상위 값은 한반도 동부와 서부에 골고루 분포되어 있다.

### 호우
8월 31일 새벽, 태풍 루사가 제주도에서 남동쪽으로 그리 멀지 않은 해상에까지 진출했으며 여기에 수반하여 한반도 전역에 걸쳐 형성된 태풍 전면의 수렴대가 전국적으로 비를 뿌리기 시작, 이것이 기록적인 호우의 발단이었다. 당시 태풍은 강한 세력을 유지한 채 느린 속도로 제주도에 접근하고 있었고, 태풍으로부터 꾸준히 공급되는 대량의 수증기가 수렴대의 활성화를 촉진하여 한반도에는 남부 지방과 강원도 영동 지방을 중심으로 시간이 지날수록 강한 비가 내렸다. 8월 31일 오전 11시 ~ 12시를 전후해서는 태풍이 제주도 성산포 앞 바다에 이르러, 태풍 중심 부근에 동반된 강력한 강수대가 한반도 남부에 영향을 미치기 시작하여 전라남도·경상남도 일대의 비는 절정에 달했는데, 태풍이 고흥 반도에 상륙한 후에는 태풍의 세력이 한풀 꺾임에 따라 후면의 비구름은 쇠퇴, 이윽고 태풍의 주력이 통과한 남부 해안가의 비는 차차 잦아들어 갔다. 그러나, 보다 더 긴 시간 동안 태풍의 전면에 위치했던 강원도 영동 지방과 경상북도 등지에는 점차 가까이 다가오는 태풍이 몰고온 수증기가 근방의 지형과 복합적으로 작용하여 폭우를 쏟아부었던 탓에 이곳의 비가 멎은 때는 다른 지역에 비해 훨씬 늦은, 태풍의 잔해가 한반도를 완전히 빠져나간 9월 1일 정오를 넘어서였다.
요약하자면, 한반도에 수렴대를 형성한 태풍이 느린 속도로 진행하여 강수의 지속시간이 길어진 것과 함께 태풍의 세력이 강했고, 게다가 지형적인 요인까지 더해졌던 것이 이 같은 호우의 원인이다. 과거, 1981년의 제18호 태풍 아그네스, 1991년의 제12호 태풍 글래디스 등이 이 패턴을 취해 대규모 수해를 초래한 바 있어 이들이 큰 비를 수반한 대표적인 태풍으로 꼽혀져 왔으나, 태풍 루사는 거의 모든 면에서 위의 두 태풍을 압도, 비에 있어서는 독보적인 존재가 되었다. 관측된 강수량은 태풍이 상륙했던 8월 31일을 기준으로 일강수량 200 mm 이상을 기록한 곳이 전국적으로 13지점에 달했고, 상위 3지점의 기록은 강릉 870.5 mm, 대관령 712.5 mm, 고흥 404.0 mm 등으로, 400 mm를 넘은 지점도 3곳이나 있었다. 그중 강릉의 강수량은 기존의 일강수량 기록을 경신하여 대한민국 일강수량 역대 1위가 되었다. 한편, 강원도의 경우 태백산맥을 경계로 지역별 강수량 편차가 매우 컸는데, 산맥을 경계로 동쪽의 영동 지방에서는 300~900 mm의 강수량이 기록된 반면, 서쪽의 영서 지방에서는 50~100 mm 에 불과한 강수량 분포를 나타냈다.

#### 영동 지방의 호우
영동 지방의 호우는 강력했던 태풍의 세력, 느렸던 진행 속도, 경로, 당시의 기상 상황, 지형적인 요인 등 최악의 요소들이 한데 어우러져 만들어낸 합작품이라고 할 수 있다. 8월 30일 저녁부터 시작된 비는 태풍이 한반도에 가까이 접근한 8월 31일 아침, 태풍 전면에 형성된 수렴대의 영향을 받아 폭우로 돌변해, 강릉에서는 오전 8시 ~ 오전 9시 사이에 종전의 1시간 강수량 1위 기록을 바꾸는, 시간당 강수량 80 mm를 관측했다. 당시, 영동 지방 부근 상공은 일찍이 자리잡고 있던 한랭핵과 태풍 전면의 수렴대를 통해 유입된 남쪽의 온난 다습한 수증기가 마주치는 형국이었고, 이 기류들이 태백산맥에 부딪혀 산맥의 동쪽 경사면을 타고 강제 상승, 이것이 대기의 불안정을 가속화하는 효과를 가져와 강력한 비구름대가 발생하게 되면서 태풍 중심에서 약 600 km 나 떨어져 있던 이 지역에 이러한 호우가 쏟아진 것이다. 게다가 북동에서는 비교적 찬 성질의 기류가, 남동에서는 태풍으로부터의 온난 다습한 기류가 지속적으로 유입되었으며, 무엇보다 태풍의 북상 속도가 상당히 느려 전면의 수렴대에 오랫동안 수증기를 공급해 주었기 때문에 폭우가 좀처럼 수그러들지 않아 총강수량도 기하급수적으로 증가했다. 강수량은 8월 31일 0시부터 태풍 상륙 직전인 8월 31일 오후 3시까지 강릉 388.5 mm, 대관령 352.5 mm, 동해 141.0 mm 가 기록되고 있었다.
그러다 태풍이 남해안에 상륙한 8월 31일 오후 3시 30분, 상황은 변화해 갔다. 이전까지는 태풍 전면의 수렴대가 먼 남해상에서 북상하는 태풍으로부터 수증기를 공급받으며 영동 지방에 큰 비를 뿌리는, 즉 태풍의 간접적인 영향에 의한 강수가 되고 있었는데, 한반도 내륙에 진입한 태풍이 점차 근접함에 따라 태풍의 주력에 동반된 수증기가 직접적으로 이 지역에 흘러드는 형세가 된 것이다. 이렇게 바뀐 기상 상황은 한층 더 강한 호우를 만들어, 오후 10시 ~ 오후 11시의 1시간 동안 강릉에서는 98 mm의 강수를 관측 (오후 9시 41분 ~ 오후 10시 41분 사이에는 100.5 mm의 1시간 강수량을 기록했다), 같은 날 오전에 세웠던 시간당 강수량 역대 1위 기록을 다시 한번 깨뜨렸다. 그 결과 8월 31일 하루 동안 영동 지방의 주요 지점별 강수량은 강릉 870.5 mm, 대관령 712.5 mm, 동해 319.5 mm, 속초 295.5 mm 등에 이르렀다. 9월 1일에는 태풍의 세력이 급격히 약화되어 소멸, 이날의 강수량은 대부분의 지점에서 10~20 mm 에 그쳤고, 마지막까지 강한 비구름대의 영향하에 있었던 속초 지역만이 120.5 mm의 강수를 관측했다.
영동 지방 중에서도 강릉과 대관령의 강수량은 대단히 특별한 것으로, 강릉의 경우 이번 호우가 있기 전까지는 1921년 9월 24일에 관측된 강수량 305.5 mm 가 약 81년 동안이나 일강수량 부문 1위를 지켜오고 있었지만 이것이 경신된 것은 물론, 1981년의 제18호 태풍 아그네스가 9월 2일 장흥에서 기록한, 대한민국의 일강수량 부문 역대 1위 기록이었던 547.4 mm 마저 갈아 치워졌다. 약 22년 간이나 깨지지 않았던 대한민국의 일강수량 역대 1위 547.4 mm의 기록을 강릉과 대관령 두곳에서, 그것도 매우 큰 차이로 경신했다는 점, 그리고 강릉의 일강수량 종전 1위 기록이었던 305.5 mm를 약 81년 만에 무려 3배에 가까운 강수량으로 경신했다는 점은 태풍 루사로 인한 이 영동 지방의 호우가 얼마나 기록적이었는가를 보여준다. 당시 기상청은 영동 지방에 대해 8월 31일의 강수량을 최대 300 mm 로 예측하여 결과적으로는 거의 맞지 않은 예보가 되었으나, 이처럼 호우가 수백년에 한번 있을 만한 정도로 강렬했던 만큼 잘못된 예측의 불가피성 또한 인정되고 있다.

## 기록
- 최대순간풍속 (상위 10지점)
  - 고산 56.7 m/s
  - 흑산도 50.2 m/s
  - 서귀포 40.8 m/s
  - 여수 39.7 m/s
  - 목포 37.8 m/s
  - 완도 37.0 m/s
  - 군산 36.7 m/s
  - 성산포 35.0 m/s
  - 진도 34.8 m/s
  - 부산 34.7 m/s

- 최대풍속 (상위 5지점)
  - 고산 43.7 m/s
  - 흑산도 33.3 m/s
  - 목포 29.1 m/s
  - 여수 27.2 m/s
  - 완도 25.2 m/s

- 최저해면기압 (상위 8지점)
  - 성산포 962.6 hPa
  - 서귀포 963.9 hPa
  - 고흥 966.7 hPa
  - 여수 968.4 hPa
  - 고산 969.1 hPa
  - 장흥 969.8 hPa
  - 완도 970.0 hPa
  - 순천 972.3 hPa

- 일최다강수량 (상위 10지점)
  - 강릉 870.5 mm
  - 대관령 712.5 mm
  - 고흥 404.0 mm
  - 동해 319.5 mm
  - 속초 295.5 mm
  - 합천 288.5 mm
  - 산청 285.0 mm
  - 추풍령 280.0 mm
  - 태백 273.0 mm
  - 거제 255.5 mm
  - AWS(자동기상관측장비)[4] 관측치 : 한라산 어리목 866.5 mm, 지리산 뱀사골 504.5 mm, 지리산 중산리 421.5 mm

- 기간 강수량 (8월 30일 ~ 9월 1일, 상위 10지점)
  - 강릉 898.0 mm
  - 대관령 760.0 mm
  - 속초 422.0 mm
  - 고흥 412.5 mm
  - 동해 336.0 mm
  - 산청 307.0 mm
  - 합천 303.5 mm
  - 거제 290.5 mm
  - 추풍령 287.0 mm
  - 태백 285.5 mm

- 1시간최다강수량 (상위 5지점)
  - 강릉 100.5 mm
  - 고흥 85.5 mm
  - 대관령 67.5 mm
  - 남해 60.0 mm
  - 속초 59.0 mm

## 피해

### 대응
태풍 루사의 한반도 상륙 가능성이 본격적으로 언급되기 시작한 것은 태풍이 일본 규슈 남쪽 해상에 위치했던 8월 29일경이었다. 중심기압 950 hPa 대의 강력한 세력과 한반도에 북상하는 태풍으로서는 보기 드문 “대형”의 크기를 유지한 채 북상, 이에 주요 언론기관에서는 “대형 태풍이 한반도에 접근 중” 등으로 잇따라 보도했으며, 기상청에서도 일찌감치 경보를 발령하여 국민들의 경각심을 촉구했다. 그럼에도 불구하고 태풍의 세력이 매우 강했던 데다, 강원도와 경상북도 등지의 호우를 제대로 예측하지 못한 것이 결정적으로 작용하여 전무후무한 피해를 입게 되었다.

### 피해 상황
- 인명 피해[5]
  - 사망·실종 246명
  - 이재민 6만 3천여 명
- 재산 피해[5]
  - 5조 3천억여 원 (2003년 화폐가치 기준)

### 퇴출
이 태풍은 기록적인 호우와 강풍으로 많은 인명 피해와 함께 사상 최대의 재산 피해를 초래해, 대한민국에 심대한 피해를 끼쳤다. 그 결과, 태풍위원회는 2004년 3월 1일에 이 태풍의 이름이었던 “루사(RUSA)”를 퇴출시키고, “청색 벼슬을 가진 잉꼬”라는 뜻의 “누리(NURI)”로 대체하기로 공식 발표했다.

## 그 외
태풍의 크기 분류 기준에 있어서 대한민국과 일본은 차이를 보이고 있다. 분류의 기준은 대한민국의 경우 태풍의 어느 한쪽의 강풍 반경, 일본의 경우는 강풍역 직경의 절반이다. 예를 들어 태풍 루사가 한반도에 상륙하기 직전인 8월 31일 오후 3시의 태풍의 크기는 서쪽으로 400 km, 동쪽으로 500 km 로, 대한민국의 기준에서는 어느 한쪽의 반경이 대형 태풍의 기준인 반경 500 km를 충족하지만, 일본의 기준에서는 직경 900 km를 반으로 나눈 값이 500 km를 넘지 못한다. 따라서 태풍 루사의 한반도 상륙 시 크기는 대한민국의 기준으로는 대형, 일본의 기준으로는 중형이 된다.

## 관련 통계
| 순위 | 태풍 번호 | 태풍 이름 | 일 최대강수량 | 관측 연월일 | 관측 장소 |
| ---- | --------- | --------- | ------------- | ----------- | --------- |
| 1위  | 0215      | 루사      | 870.5mm       | 2002/8/31   | 강릉      |
| 2위  | 1918      | 미탁      | 556.9mm       | 2019/10/3   | 울진      |
| 3위  | 8118      | 아그네스  | 547.4mm       | 1981/9/2    | 장흥      |
| 4위  | 9809      | 예니      | 516.4mm       | 1998/9/30   | 포항      |
| 5위  | 9112      | 글래디스  | 439.0mm       | 1991/8/23   | 부산      |
| 6위  | 0711      | 나리      | 420.0mm       | 2007/9/16   | 제주      |
| 7위  | 0314      | 매미      | 410.0mm       | 2003/9/12   | 남해      |
| 8위  | 7214      | 베티      | 407.5mm       | 1972/8/20   | 해남      |
| 9위  | 7119      | 올리브    | 390.8mm       | 1971/8/5    | 삼척      |
| 10위 | 9907      | 올가      | 377.5mm       | 1999/8/1    | 동두천    |

| 순위  | 태풍 번호                      | 태풍 이름                      | 상륙 시(직전) 중심 기압        | 상륙 지점                      |
| ----- | ------------------------------ | ------------------------------ | ------------------------------ | ------------------------------ |
| 1위   | 5914*                          | 사라                           | 942 hPa                        | 경남 거제도                    |
| 2위   | 0314                           | 매미                           | 950 hPa                        | 경남 고성군 부근               |
| 2위   | 2009                           | 마이삭                         | 950 hPa                        | 부산광역시 부근                |
| 3위   | 2010                           | 하이선                         | 955 hPa                        | 울산광역시 부근                |
| 3위   | 2211                           | 힌남노                         | 955 hPa                        | 부산광역시 부근                |
| 4위   | 0014                           | 사오마이                       | 959 hPa**                      | 경남 고성군 부근               |
| 5위   | 0215                           | 루사                           | 960 hPa                        | 전남 고흥군                    |
| 5위   | 9503                           | 페이                           | 960 hPa                        | 남해도                         |
| 6위   | 1216                           | 산바                           | 965 hPa                        | 남해도                         |
| 6위   | 8613                           | 베라                           | 965 hPa                        | 충남 보령시 부근               |
| 6위   | 5707                           | 아그네스                       | 965 hPa                        | 경남 사천시 부근               |
| ※비고 | *JTWC 해석의 한반도 상륙 태풍. | *JTWC 해석의 한반도 상륙 태풍. | *JTWC 해석의 한반도 상륙 태풍. | *JTWC 해석의 한반도 상륙 태풍. |
| ※비고 | **통영에서의 실측치.           |                                |                                |                                |

| 순위 | 태풍 번호 | 태풍 이름     | 최저 해면 기압 | 관측 연월일 | 관측 장소 |
| ---- | --------- | ------------- | -------------- | ----------- | --------- |
| 1위  | 5914      | 사라          | 951.5 hPa      | 1959/9/17   | 부산      |
| 2위  | 0314      | 매미          | 954.0 hPa      | 2003/9/12   | 통영      |
| 3위  | 2211      | 힌남노        | 955. hPa       | 2022/9/6    | 부산      |
| 4위  | 2009      | 마이삭        | 957.0 hPa      | 2020/9/03   | 거제      |
| 5위  | 2010      | 하이선        | 957.6 hPa      | 2020/9/07   | 부산      |
| 6위  | 3693      | (태풍 3693호) | 959.4 hPa      | 1936/8/27   | 제주      |
| 7위  | 0014      | 사오마이      | 959.6 hPa      | 2000/9/16   | 통영      |
| 8위  | 8705      | 셀마          | 961.5 hPa      | 1987/7/15   | 서귀포    |
| 9위  | 8712      | 다이너        | 961.7 hPa      | 1987/8/31   | 부산      |
| 10위 | 1215      | 볼라벤        | 961.9 hPa      | 2012/8/28   | 흑산도    |

| 순위 | 태풍 번호   | 태풍 이름 | 최대 풍속 | 관측 연월일 | 관측 장소 |
| ---- | ----------- | --------- | --------- | ----------- | --------- |
| 1위  | 0314        | 매미      | 51.1 m/s  | 2003/9/12   | 고산      |
| 2위  | 1618        | 차바      | 49.0 m/s  | 2016/10/5   | 고산      |
| 3위  | 0012        | 프라피룬  | 47.4 m/s  | 2000/8/31   | 흑산도    |
| 4위  | 2009        | 마이삭    | 45.0 m/s  | 2020/9/3    | 고산      |
| 4위  | 5412        | 쥰        | 45.0 m/s  | 1954/9/14   | 울릉도    |
| 6위  | 0215        | 루사      | 43.7 m/s  | 2002/8/31   | 고산      |
| 7위  | 0711        | 나리      | 43.0 m/s  | 2007/9/16   | 고산      |
| 8위  | 1904년 태풍 | -         | 42.4 m/s  | 1904/8/18   | 목포      |
| 9위  | 1905년 태풍 | -         | 42.3 m/s  | 1905/9/2    | 목포      |
| 10위 | 1913        | 링링      | 42.2 m/s  | 2019/9/7    | 흑산도    |

| 순위 | 태풍 번호 | 태풍 이름 | 사망·실종(명) |
| ---- | --------- | --------- | ------------- |
| 1위  | 3693      | 3693호    | 1,232         |
| 2위  | 2353      | 2353호    | 1,157         |
| 3위  | 5914      | 사라      | 849           |
| 4위  | 7214      | 베티      | 550           |
| 5위  | 2560      | 2560호    | 516           |
| 6위  | 1428      | 1428호    | 432           |
| 7위  | 3383      | 3383호    | 415           |
| 8위  | 8705      | 셀마      | 345           |
| 9위  | 3486      | 3486호    | 265           |
| 10위 | 0215      | 루사      | 246           |

| 순위 | 발생일      | 태풍명        | 재산 피해액 (억원) |
| ---- | ----------- | ------------- | ------------------ |
| 1위  | 0215        | 루사          | 51,479             |
| 2위  | 0314        | 매미          | 42,225             |
| 3위  | 0603        | 에위니아      | 18,344             |
| 4위  | 2211        | 힌남노        | 17,978             |
| 5위  | 9907        | 올가          | 10,490             |
| 6위  | 1214 / 1215 | 덴빈 / 볼라벤 | 6,365              |
| 7위  | 9507        | 재니스        | 4,563              |
| 8위  | 8705        | 셀마          | 3,913              |
| 9위  | 1216        | 산바          | 3,657              |
| 10위 | 9809        | 예니          | 2,749              |

| 순위 | 태풍 번호 | 태풍 이름 | 최대 순간 풍속 | 관측 연월일 | 관측 장소 |
| ---- | --------- | --------- | -------------- | ----------- | --------- |
| 1위  | 0314      | 매미      | 60.0 m/s       | 2003/9/12   | 제주      |
| 2위  | 0012      | 프라피룬  | 58.3 m/s       | 2000/8/31   | 흑산도    |
| 3위  | 0215      | 루사      | 56.7 m/s       | 2002/8/31   | 고산      |
| 4위  | 1618      | 차바      | 56.5 m/s       | 2016/10/5   | 고산      |
| 5위  | 1913      | 링링      | 54.4 m/s       | 2019/9/7    | 흑산도    |
| 6위  | 0711      | 나리      | 52.4 m/s       | 2007/9/17   | 울릉도    |
| 7위  | 1215      | 볼라벤    | 51.8 m/s       | 2012/8/28   | 완도      |
| 8위  | 9219      | 테드      | 51.0 m/s       | 1992/9/25   | 울릉도    |
| 9위  | 2009      | 마이삭    | 49.2 m/s       | 2020/9/3    | 고산      |
| 10위 | 8613      | 베라      | 49.0 m/s       | 1986/8/28   | 울진      |

## 같이 보기
- 강릉 굴산사지
- 한반도의 태풍

## 참고 문헌
- 《제15호 태풍 “루사(RUSA)” 특성 분석》, 기상청 발간